# Piotr Afanassievitch Papkov
Piotr Afanassievitch Papkov, (Папков Петр Афанасьевич en russe), né en 1772, décédé le 18 mai 1853 à Saint-Pétersbourg.
Général et homme politique russe, gouverneur de Taganrog de 1810 à 1822.

## Biographie
Issu d'une famille noble de Russie établie dans le gouvernement de Iekaterinoslav (de nos jours dans l'est de l'Ukraine).

### Carrière militaire
Le 1er janvier 1784, Piotr Afanassievitch Papkov intégra le régiment des Dragons de Taganrog au grade de sergent-major. En 1787, il fut muté au régiment de Dragons d'Astrakhan comme cadet, en 1790 il fut incorporé au régiment des mousquetaires en qualité d'aide de camp. Au cours de la guerre russo-turque de 1787-1792, sous le commandement du général-en-chef Ivan Vassilievitch Goudovitch (1741-1820), Piotr Afanassievitch Papkov et son régiment prirent part à l'assaut de Anapa (située sur la côte nord de la mer Noire), après cette attaque il fut promu au grade de podporoutchik (sous-lieutenant dans l'armée impériale de Russie).
Le 28 avril 1796, Piotr Afanassievitch Papkov participa à l'expédition de la Perse, pendant cette campagne militaire sous le commandement du général Valérien Zoubov (1771-1804), il prit part à l'assaut de la forteresse de Derbent (10 mai 1796) il se distingua également dans d'autres opérations militaires. Pour sa participation à l'expédition de Perse, Piotr Afanassievitch Papkov fut élevé au grade de poroutchik (en russe : поручик grade de lieutenant dans l'armée impériale de Russie) et en 1797 capitaine.
Il quitta l'armée en 1798, mais de nouveau il réintégra ses rangs en avril 1799 dans un bataillon d'artillerie de la Garde impériale. Le 3 août 1800, Paul Ier de Russie lui remis l'ordre de Saint-Jean de Jérusalem (Russie impériale) et le 8 août 1800 il fut promu au grade de général. En 1803, il prit le commandement d'une compagnie d'artillerie, en 1806, au cours des guerres napoléoniennes, il servit comme commandant de la quatorzième brigade d'artillerie avec laquelle il participa à la bataille de Guttstadt (6 juin 1807), à la bataille d'Heilsberg (10 juin 1807), à la bataille de Friedland (14 juin 1807) pour laquelle il reçut l'ordre du mérite prussien. Le 21 décembre 1807, il quitta l'armée au grade de major-général.

### Gouverneur de Taganrog

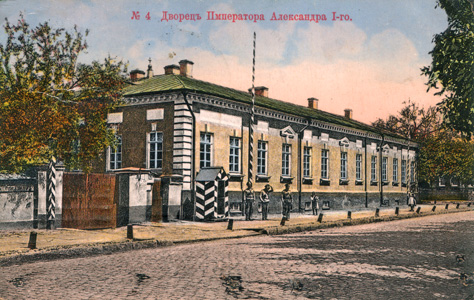
Alexander I Palace à Taganrog, appartements officiels de Papkov, en 1816-1822.

En 1808, Piotr Afanassievitch Papkov fut nommé chef de la Police de Saint-Pétersbourg. Le 21 avril 1808, il fut décoré de l'ordre de Saint-Georges (troisième degré).
En 1810, Piotr Afanassievitch Papkov fut nommé au poste de gouverneur de Taganrog. À cette époque, ce gouvernement comprenait trois villes : Rostov-sur-le-Don, Nakhitchevan et Marioupol. Dans le même temps, il fut nommé administrateur en chef de la navigation sur la mer d'Azov et chef du district des douanes de Taganrog. À cette époque, le gouverneur de Taganrog fut en grande rivalité avec Odessa, les deux principaux ports maritimes du sud de la Russie furent : Odessa et Taganrog.
En 1812 débuta une épidémie de peste sur les côtes de la mer Noire dans les ports d'Odessa et Théodosie (Feodosiya ou Theodosia). Le général et gouverneur interdit à tous navires l'accès de la mer d'Azov par le détroit de Kertch, ainsi il sauva la ville de la peste.
Odessa tenta d'exercer un pression sur Taganrog mais le tsar maintint la fermeture de l'accès à la mer d'Azov, même après la fin de l'épidémie. En 1815, le prix du blé à Odessa s'éleva à cinquante roubles (pour 210 litres) pour un trimestre, alors que dans la ville de Taganrog il s'éleva à 18 roubles. Les navires étrangers ne purent obtenir suffisamment de blé à Odessa et Theodosie en raison de la grande pénurie de cette denrée, ce qui encouragea Piotr Afanassievitch Papkov à accorder sa permission pour le passage des navires par le détroit de Kertch afin d'accéder à la mer d'Azov. Plus de 6000 navires accostèrent au port de Taganrog et le prix du blé fut fixé à 45 roubles le quart.
Cet essor du marché du blé continua dans les années suivantes avec l'approbation d'Alexandre Ier de Russie qui fut favorablement disposé envers Taganrog. La ville prit de l'essor et attira l'attention de la famille impériale. Le grand-duc Nikolaï Pavlovitch de Russie (futur Nicolas Ier de Russie) vint visiter la ville en 1816, à son tour, ses frères, le grand-duc Michel Pavlovitch de Russie en 1817 et Alexandre Ier de Russie en mai 1818 quittèrent Saint-Pétersbourg pour se rendre dans cette ville. Dans cet esprit, tous les uezd (en russe : уезд, subdivision administrative de la Moscovie puis de l'Empire russe) furent transférées à Taganrog en 1816 et ce jusqu'en 1834.
En 1822, Piotr Afanassievitch Papkov quitta sa fonction de gouverneur de Taganrog et servit dans l'armée jusqu'au 3 février 1833. À cette date, il s'installa dans son domaine dans le village de Krasny (gouvernement de Iekaterinoslav) où il décéda le 18 mai 1853.
Pour honorer les réalisations de Piotr Afanasievitch Papkov au cours de son gouvernement, le conseil municipal de Taganrog accrocha son portrait dans la salle (1866).
En 1833, Piotr Afanassievitch Papkov fut nommé membre de la Société de Moscou pour l'amélioration de l'élevage des moutons.

## Articles journalistiques de Piotr Afanassievitch Pakov
Dans ses périodiques, Piotr Afanassievitch Papkov publia les articles suivants :
- Sur le troupeau des belles laines de moutons (1833)
- Les chèvres angora (1833)
- La vente des chèvres angora (1839)
- Statistiques concernant l'élevage des moutons (1844).

## Distinctions
- Ordre de Saint-Georges (troisième classe)